# 埃斯特雷梅拉
埃斯特雷梅拉，是西班牙马德里自治区的一个市镇。总面积79平方公里，总人口1468人（2013年），人口密度18.6人/平方公里。